# Pointe à cran
Pour les articles homonymes, voir Pointe.
À ne pas confondre avec pointe de flèche, un autre artefact préhistorique.

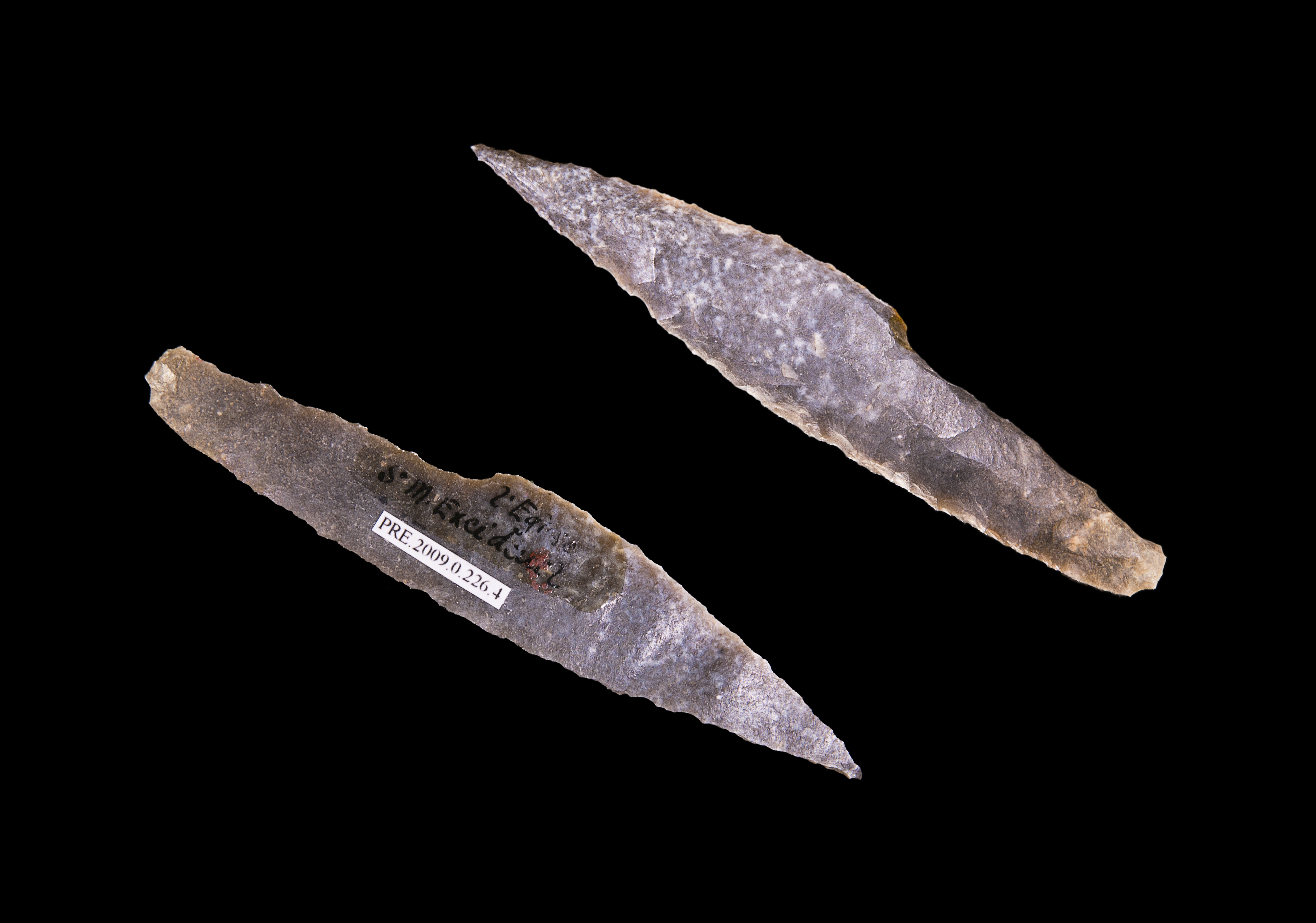
Pointe à cran solutréenne, Muséum de Toulouse.

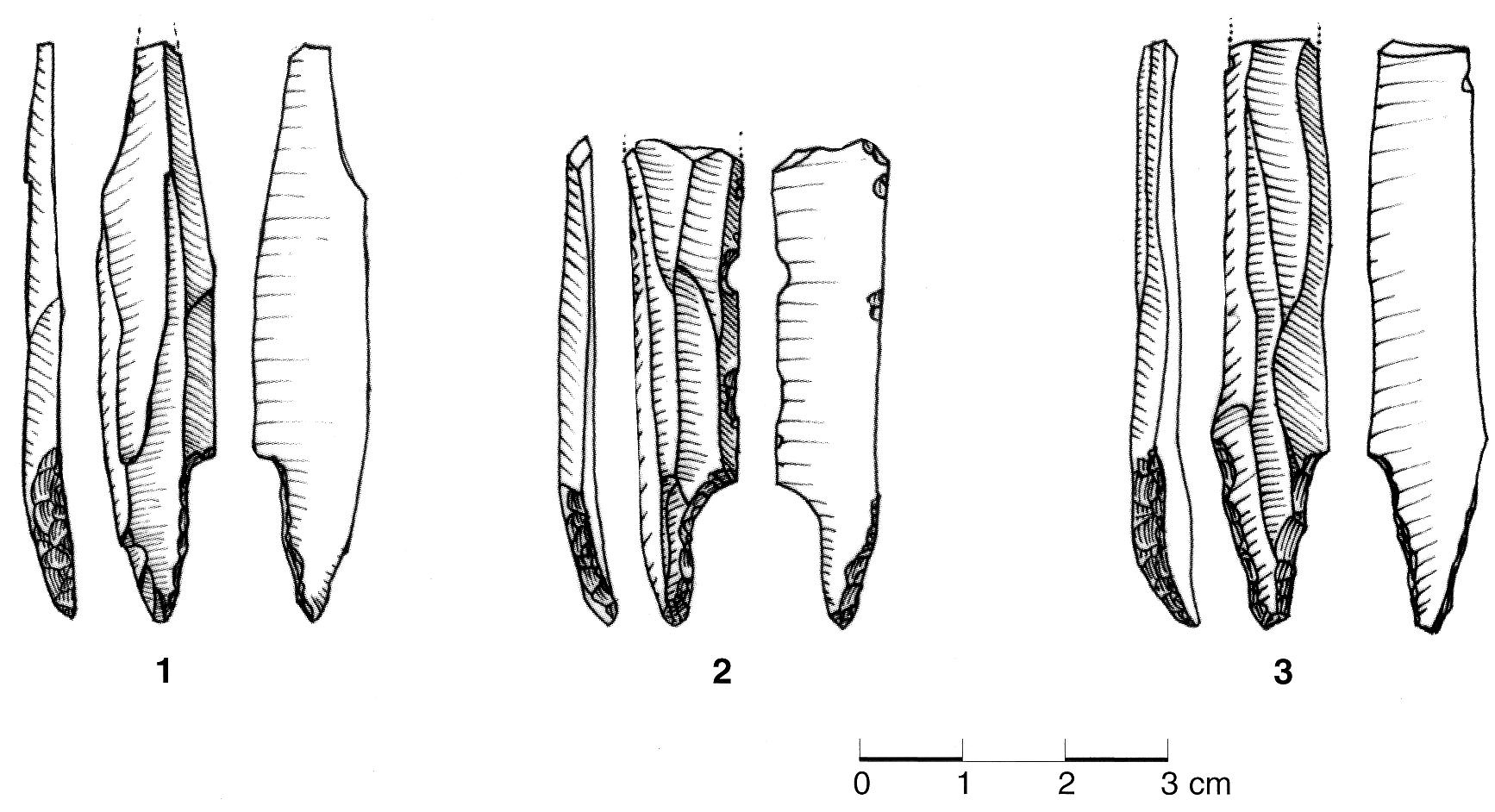
Pointes à cran salpêtriennes à retouche abrupte.

Une pointe à cran est un outil préhistorique de pierre taillée, obtenu à partir d'une lame en silex. Elle est caractérisée par un pédoncule dissymétrique, situé à la base du support, dégagé par un cran obtenu par retouche.
Ce rétrécissement permettait vraisemblablement de la fixer sur un support type hampe pour en faire une pointe de projectile, voire pour permettre un lancer au propulseur. Cependant pour des raisons évidentes de conservation aucun support n'a pu être retrouvé pour certifier un tel usage.
En Europe, la pointe à cran apparaît timidement à certaines périodes du Gravettien pour s'imposer au Solutréen supérieur. Elle est également connue sous des formes légèrement différentes au Salpêtrien, au Badegoulien, à l'Épigravettien, au Magdalénien, au Hambourgien, au Ahrensbourgien et au Creswellien.